# Ljetnikovac Kasandrić u Dubovici
Ljetnikovac Kasandrić je ljetnikovac u Dubovici kod Zaraća
Ljetnikovac je sagrađen u drugoj polovini 18. stoljeća. Proširen je u 19. stoljeću. Sagrađen je na izbočini koja sa zapada zatvra plitku uvalu. Sagradila ga je obitelj Gargurić-Kasandrić. Sastoji se od velike jednokatnice s dvorištem i nizom pomoćnih prostorija. U prizemlju je velika konoba koja je služila velikom imanju koje se pružalo u začelju uvale. Na pročeljima su ugrađeni su brojni gotički ulomci.

## Zaštita
Pod oznakom RST-0514-1971. zavedena je kao nepokretno kulturno dobro - pojedinačno, pravna statusa zaštićena kulturnog dobra, klasificirano kao "profana graditeljska baština", stambene građevine.

## Vanjske poveznice
|  | Zajednički poslužitelj ima još gradiva o temi Ljetnikovac Kasandrić u Dubovici |